# رؤى الصبان
رؤى الصبان (26 يونيو 1988 -)، ممثلة ومذيعة أردنية تعيش في الإمارات.

## النشأة
ولدت في مدينة العين لأب أردني وأم مغربية نشأت في دبي. حاصلة على بكالوريوس في الإعلام والعلاقات العامة وماجستير في العلوم الدبلوماسية من الجامعة الأمريكية في دبي.

### حياته الأسرية
في فبراير 2018 تزوجت زميلها حمود الفايز، لها منه طفلان: شيخة وسلطان.

## السيرة
بدأت مسيرتها الفنية من خلال تقديم البرامج في مؤسسة دبي للإعلام بعمر السابعة عشر، ثم عملت كمذيعة بشكل احترافي سنة 2007 وقدمت البرامج التالية: تكنـوميـديا السحب الكبير مــع النــاس مهرجان دبي السينمائي فوازير ثلاثين ليلة وليلة كأس دبي العالمي للخيول خمس مواسم ليالي دبي اربع مواسـم الفرصة تاراتاتا وغيرها. وشاركت رؤى الصبان في العديد من المشاريع الفنية والبرامج التلفزيونية.

## أعمالها

### مقدمة برامج
- تكنوميديا
- السحب الكبير
- مع الناس
- مهرجان دبي السينمائي
- فوازير ثلاثين ليلة وليلة
- كأس دبي العالمي للخيول (5 مواسم)
- مهرجان ليالي دبي (4 مواسم)
- برنامج الفرصة
- تاراتاتا
- آخر كلام

### مسلسلات
| سنة الإنتاج | المسلسل         | بمشاركة                                                             |
| ----------- | --------------- | ------------------------------------------------------------------- |
| 2010        | الغافة          | سيف الغانم، بدرية أحمد، ليلى السلمان                                |
| 2011        | ما نتفق         | بثينة الرئيسي، ليلى السلمان ، بدرية أحمد                            |
| 2011        | وديمة           | ليلى السلمان، فاطمة الحوسني، شيماء سبت                              |
| 2012        | اليشمك          | رندا البحيري، ميس حمدان، محمد رمضان                                 |
| 2012        | صبايا 4         | ديما بياعة، كندة حنا، محمد خير الجراح                               |
| 2013        | ذيب السرايا     | ياسر المصري، ناريمان عبد الكريم، مازن الناطور                       |
| 2013        | واتس اب اكاديمي | علي التميمي، فاطمة جاسم                                             |
| 2013        | الوعد           | ياسر المصري، مازن الناطور، ديانا رحمة                               |
| 2014        | قبل الأوان      | سعود الكعبي، فاطمة الحوسني ، حبيب غلوم                              |
| 2014        | جرذان ااصحراء   | غازي حسين، هدى الخطيب، عبد الله العامر                              |
| 2015        | دبي لندن دبي    | سعود الكعبي، زهرة الخرجي                                            |
| 2016        | غمز البارود     | أحمد الجسمي،زهرة الخرجي،فؤاد علي،ليلى المقبالي،سميرةاحمد،سيف الغانم |
| 2017        | ممنوع الوقوف    | إبراهيم الحساوي، ليلى عبد الله، عقيل الرئيسي                        |

## وصلات خارجية
- رؤى الصبان على موقع قاعدة بيانات الأفلام العربية